# 指向性赤外線妨害装置

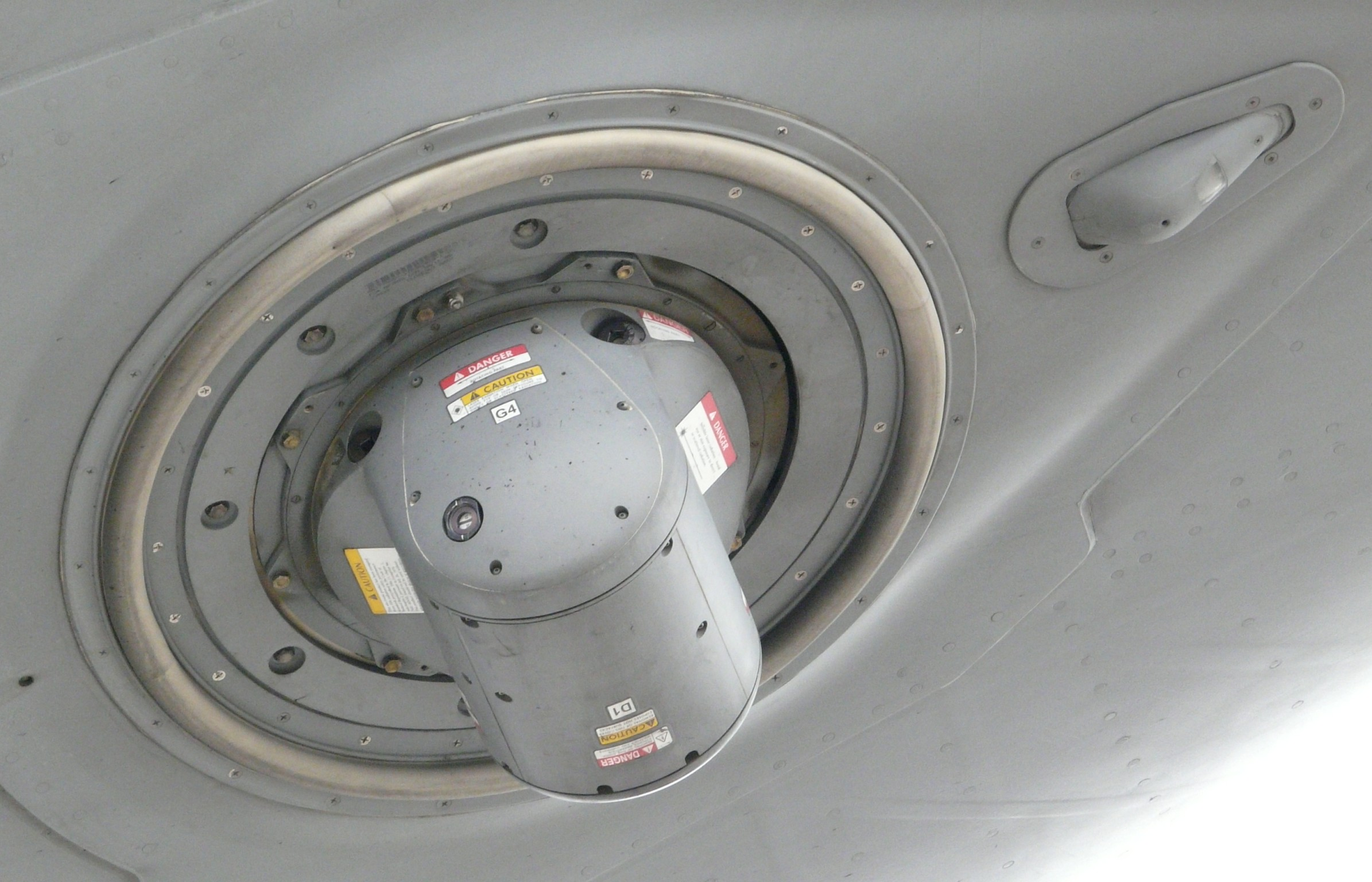
C-17に装備されたDIRCM（SLTA）

指向性赤外線対抗装置（しこうせいせきがいせんたいこうそうち 英語: Directional Infrared Counter Measures, DIRCM）は、赤外線誘導ミサイルから航空機を防御する装置の一つ。レオナルド S.p.A、エルビット・システムズ、ノースロップ・グラマン、ITT、およびBAEシステムズによって開発されたもので、光波妨害技術を利用して、航空機を一般的な戦場の脅威から保護するために設計された小型軽量なシステムであり、従来の赤外線対抗装置よりも高度な対抗装置となる。
また「DIRCM」とは、Su-57に採用されている101KS-O赤外線対抗装置同様、赤外線を探知追跡し、その赤外線に対して直接レーザーを照射する赤外線対抗装置の総称としてとしても使用される。

## システム概要
メーカーにより多少異なるが、複数の赤外線、紫外線探知センサー、高フレームレートのサーマルカメラ、俊敏なミラーターレットないし光の照射部を主に使用して構成される。システム初期には照射部の光源にガスアークランプが用いられていたが、近年はレーザーが採用されている。
ミサイル発射をセンサーで探知して脅威判断を行い、脅威と判断されたミサイルは追跡し、照射部からミサイルシーカーに向けレーザーを照射することで幻惑させて目標を見失わせると同時に、特別な波長によりミサイル誘導システムにコースを逸脱していると判断させることで誤ったコース修正を行なわせる。これによりミサイルは命中コースから外れ、脅威とはならなくなる仕組みである。この全ての行程は2～5秒程度で自動的に行われるため乗員側で対応する必要は一切無く、18,000ft以上に達するとMANPADSの射程外となるため装置は自動的に停止する仕組みであり、複数の目標に対しても作動する。

## AN/AAQ-24 ネメシス
AN/AAQ-24 Nemesisも同様に指向性赤外線妨害（DIRCM）システムである。1999年、アメリカ特殊作戦軍によるプログラムの最優先課題内の一つとしてノースロップグラマンと契約したことで開発が始まり、アメリカ空軍特殊作戦コマンドで運用されているAC-130ガンシップやMC-130コンバット・タロンに装備されている。
このシステムはミサイル警報装置 (AN/AAR-54)、統合ユニット、プロセッサ、小型レーザー送信アセンブリ（Small Laser Transmitter Assembly, SLTA）（照射部）で構成される。初期の照射部はアークランプを使用して妨害信号を生成していたが、ノースロップ・グラマンが生産している新しいバージョンでは、ダイオードポンプ・ソリッドステート・レーザーを採用したレーザーSLTAに変更されている。完全自立式のミサイル35種によってテストが行われ、成功したことで製品化されており、アメリカ・イギリス両軍での攻撃ヘリコプターや輸送ヘリコプター、オランダ軍の一部戦闘ヘリコプターに採用されている他、アメリカ海兵隊で運用されている大統領専用ヘリコプターマリーンワンであるVH-60N、VH-92にも採用されている。
大型航空機赤外線対抗システム（Large Aircraft Infrared Counter-Measure system, LAIRCM）はAN/AAQ-24 ネメシスを使用した大型航空機向けのシステムである。アメリカ空軍との36億ドルの契約が締結されており、2025年まで順次装備されて行く予定である。LAIRCM-Liteもあり、これはLAIRCMシステムの可用性が限られているため、レーザージャマーとフレアの組み合わせによるC-17向けのシステムとなっている。
AN/AAQ-24は国防安全保障協力局による議会への必要書類の提出が行われ、国務省の対外有償軍事援助の承認を受けたことで、カナダ軍のCH-47用、アラブ首長国連邦のC-17用、カタール政府専用機747-800用、オマーン政府専用機のB747-400およびB747-800用、オーストラリア国防軍のC-130J用、ニュージーランド軍のP-8用、インド政府専用機ボーイング777用、ノルウェー軍のP-8用、日本航空自衛隊のKC-46A用、NATO保守整備補給機関のC-130用、など各国に対し供与が行われている。

## 光波自己防御システム
防衛省技術研究本部(現・防衛装備庁)が開発していた指向性赤外線妨害装置(DIRCM)システムである。国際平和維持活動等の海外派遣任務の増加が想定される状況の中、携行型地対空ミサイルの脅威から輸送機等の大型機を守るため、研究の開始が決定された。
2004年(平成16年度)から2008年(平成20年度)まで研究試作が実施され、並行して2005年(平成17年度)から2011年(平成23年度)まで所内試験を実施し、研究は完了した。開発総経費は約74億円で、装置の製造は東芝が担当した。C-1FTBに装置を搭載して試験が行われた他、CH-47J/JAへの搭載試験が行われた模様である。
発射されたミサイルの赤外線シーカーに向けて妨害レーザー光を照射しミサイルの追跡を妨害するという、基本的な構成は諸外国のものと変わらないが、本システムはミサイルシーカーの種類を識別し、その種類に応じた妨害が可能であるなど、より多機能なものとなっている。
研究開発自体は完了したが、2020年の時点で装備化はなされていない。